# 隕石家族
『隕石家族』（いんせきかぞく）は、小松江里子の原作・脚本、東海テレビとケイファクトリーの共同制作により、2020年4月11日から5月30日までフジテレビ系『オトナの土ドラ』枠で放送された日本のテレビドラマ。主演は羽田美智子。

## 概要
2020年、地球に隕石が衝突するパラレルワールドの東京を舞台に、衝突までの150日余りの間においての家族のあり方や生き方についてをコメディタッチで描いたヒューマンドラマ。
新型コロナウイルス感染拡大による撮影スケジュールへの影響で、ほとんどのドラマが放送開始を延期または途中で見合せる中、本作品は3月頃にはクランクアップを迎えていたため、全話予定通り放送され、2020年4月期の地上波民放テレビ局で放送されたドラマの中では最も早く最終回を迎えた。
最終回では隕石が衝突したバージョンと隕石が衝突せず、後に再接近する旨が報じられるバージョンと2パターン制作され、前者を本編に組み込み、後者を「もう一つの結末」として本編終了後に放送した。

## キャスト

### 門倉家
門倉久美子〈50〉
演 - 羽田美智子
主婦。スーパーマーケットの従業員。鎌倉でプロポーズされ旦那と結婚。隕石が地球に衝突すると分かってから、家族とは「一緒に最期の時を迎えよう」と約束したが、高校時代のテニス部のキャプテン・片瀬の存在を思いだし、「自分の人生、これでいいの?」と思い、「好きな人がいる」と言って家出。しかし「昔と変わり果ててしまった」と言って戻ってくる。
門倉和彦〈53〉
演 - 天野ひろゆき（キャイ〜ン）
久美子の夫。美咲と結月の父。電車マニアで、マザコン。久美子に内緒で電車マニア仲間の片瀬と密会している。片瀬とはネットで知り合った。
門倉正子〈80〉
演 - 松原智恵子（幼少期：林凛果）
和彦の母。久美子の義母。家族と村に引っ越した時、その村に住んでいた小谷ヒサと出会う。村の言い伝えを守らずにヒサが米を神社から盗んできたことを村人に言ってしまい、ヒサ一家は連れ去られて土に埋められてしまった。そのトラウマで田中が土に埋められた事件が起きてから、体調を崩して寝ていた。
門倉美咲〈26〉
演 - 泉里香（学生時代：廣岡実夢）
久美子と和彦の長女。中学校の教師。
門倉結月〈18〉
演 - 北香那
久美子と和彦の次女。
大学受験を控えており、隕石が地球に衝突するため試験を受けられないと分かっているが、東京大学を目指して勉強している。
門倉和夫
故人。正子の夫、和彦の父。電気メーカーに勤めていた。
森本翔太〈20〉
演 - 中尾暢樹
結月の彼氏。カフェ「イスカンダル」の従業員。
住んでいたアパートが放火されて住めなくたったため、門倉家に住んでいる。

### 和彦の会社
風間健一
演 - 康喜弼
和彦の上司。
久保田直之
演 - 影山徹
和彦の部下。

### 五飛デイケアホーム
大内トメ
演 - 田根楽子
入居者。
細川昭三
演 - 九十九一
入居者。
朝倉武夫
演 - 春延朋也
入居者。

### その他
片瀬清人〈50〉
演 - 中村俊介
久美子の高校時代の同級生。
古代鉄郎
演 - ブラザー・トム
カフェ「イスカンダル」の店長。
小鳥遊香
演 - 今枝桜
カフェ「イスカンダル」の従業員。
田中則子
演 - 氏家恵
門倉家の近所に住む女性。
岡田芳子
演 - 真瀬樹里
久美子の同僚。
田中
演 - 井上とし子
久美子の同僚。
アナウンサー
演 - 竹内義貴

### ゲスト

#### 第1話
- 林（五飛デイケアホームの職員） - ウド鈴木（キャイ～ン）（第2話、第6話）
- カフェ「イスカンダル」の客 - ペーソス（第2話）
- 御園寛子（門倉家の近所の住民） - 光浦靖子（第2話）
- 河合（和彦の部下）- 川合智己
- 飲食店の店主 - 武藤心平（第2話、第6話）
- 討論番組の出演者 - 白石タダシ、西山聡、岡野友紀
- 飲食店の店員 - あいだあい（第2話、第6話）

#### 第2話
- 森山舞衣（美咲の学生時代の恩師） - 遼河はるひ（第3話、第4話）
- 小谷ヒサ（正子の幼少期の友達） - 和泉今日子（幼少期：小吹奈合緒）
- 小谷ヒサ役のエキストラのおばあちゃん - 岡本麗
- 御園の夫 - 小田純也
- 美咲の生徒 - 大塲駿平、岡崎美優
- 翔太の同級生 - 三隅一輝、工藤嘉誠、波多野翔、秋谷柊弥

#### 第3話
- カップル（バッティングセンターで正子を目撃） - 白山瑠衣、原沢侑高
- 松田（五飛デイケアホームの職員） - 佐々木征史（第4話）
- タクシーの運転手 - 岩田明
- スーパーマーケットの客 - ひがしゆうき
- セレブマダム - としえ

#### 第4話
- 銀行の職員 - 渡辺慎一郎

#### 第5話
- 木下（森本家の執事） - 浜田晃（第6話）
- 部長 - 林和義
- 弁護士 - 鈴木健介
- 僧侶 - 石田芳道、ひょうろく
- 男性 - 光永聖、内田紳一郎
- 近所の女性 - 二木咲子、松山尚子
- 近所の家族 - 堀口敬巧、水希友香、秋山琴音
- 長谷川（不動産屋） - 中村哲也

#### 第6話
- 車買取業者 - 邱太郎
- 炊き出しのボランティア - 飛弾信也
- 男性 - 比佐仁
- 売り子 - 平澤瑠菜、堀内充治

#### 第7話
- カフェ「イスカンダル」の客 - PassCode
- 刑事 - 安居剣一郎（最終話）、中村隆希（最終話）
- ラジオから聞こえてくる英語のナレーター - 千葉一磨[注 4]

#### 最終話
- 業者 - 山本諭、斉藤一平
- 男性 - 佐藤五郎、鈴木亮介
- 刑事 - わらふぢなるお

## スタッフ
- 原作・脚本 - 小松江里子
- 音楽 - 富貴晴美
- 音楽制作 - 藤田雅章（インスパイア・ホールディングス）
- 企画・チーフプロデューサー - 市野直親（東海テレビ）[4]
- プロデューサー - 松崎智宏（東海テレビ）、千葉行利（ケイファクトリー）、宮川晶（ケイファクトリー）[4]
- 主題歌 - PassCode「STARRY SKY」（ユニバーサル ミュージック）[5]
- 演出 - 竹村謙太郎（スパークル）、千葉行利（ケイファクトリー）、富田和成
- 制作 - 東海テレビ、ケイファクトリー

## 放送日程
| 各話   | 放送日       | サブタイトル         | サブタイトル         | ラテ欄                                                                            | 演出       |
| 各話   | 放送日       | FOD                  | EPG欄                | ラテ欄                                                                            | 演出       |
| ------ | ------------ | -------------------- | -------------------- | --------------------------------------------------------------------------------- | ---------- |
| 第1話  | 04月11日     | 好きよ、キャプテン   | 好きよ、キャプテン   | 隕石衝突まであと半年!? 笑って泣いて本音爆発! スペクタクルホームサスペンス!        | 竹村謙太郎 |
| 第2話  | 04月18日     | ルールは守りましょう | ルールは守りましょう | 時代劇!? 巨大隕石が解き明かす70年前のおにぎりの謎 パワフル家族の珍道中膝栗毛!     | 竹村謙太郎 |
| 第3話  | 04月26日(日) | エースをねらえ!      | エースをねらえ!      | 三本勝負 マザコン53歳の反抗期 美人姉妹の㊙︎恋愛事情 バッティングお婆さんHR競争     | 千葉行利   |
| 第4話  | 05月02日     | どうにも止まらない   | それは先生           | え? もう!? 隕石早めの地球到着!? 美咲卒業。パノラマさんが キャプテンに魂の大告白!? | 竹村謙太郎 |
| 第5話  | 05月09日     | リセット家族         | リセット家族         | パパ出家 失恋の南無阿弥陀仏! 隕石本当に逸れたの!? リセットだよ 全員撤収 ビバ結婚  | 竹村謙太郎 |
| 第6話  | 05月16日     | 勝手にしやがれ       | 勝手にしやがれ       | 地球脱出!? 噂の火星移住大計画! 友達以上で恋人未満? パパと娘の㊙︎恋物語に新展開     | 富田和成   |
| 第7話  | 05月23日     | アヒルの子           | アヒルの子           | キテレツ!? オトナ過ぎる四角関係 隕石衝突まで後2ヶ月 笑い泣きの家族会議と置き土産  | 千葉行利   |
| 最終話 | 05月30日     | さよなら、家族       | さよなら、家族       | 今夜完結 ラスト5秒の衝撃 再び満腹だよ さようなら! 門倉家涙と笑いの最後の晩餐      |            |

- 第3話は『土曜プレミアム ワイルド・スピード SKY MISSION』（21:00 - 23:30、フジテレビ制作）放送の為、日曜日になってから0:00 - 0:55に放送。
- 第6話は『土曜プレミアム 今夜、ロマンス劇場で』（21:00 - 23:15、フジテレビ制作）放送のため23:45 - 0:40に放送。

## コラボCM
- バルサンとのコラボレーションでCMが作られた。出演は天野ひろゆきと北香那。番組内のみで放映されている。